# Ursula Lamb
Ursula Schäfer Lamb (geboren als Ursula Schäfer 15. Januar 1914 in Essen; gestorben 8. August 1996 in Tucson) war eine US-amerikanische Lateinamerika-Historikerin.

## Leben
Ursula Schäfer war eine Tochter des Regierungsbaumeisters Waldemar Schäfer (–1932) und der Katharina Hoffmann von Fallersleben (1883–1948), sie hatte eine ältere Schwester. Schäfer begann 1933 das Studium der Kunstgeschichte in Berlin, ging 1935 mit einem Stipendium der Quäker an das Smith College in die USA und blieb dort. Sie studierte bei Herbert Eugene Bolton und machte 1937 einen Master-Abschluss an der University of California, Berkeley. 1939 heiratete sie den Physiker und späteren (1955) Nobel-Preisträger Willis E. Lamb (1913–2008). 
Sie erhielt 1943 ein SSRC-Stipendium und 1947 ein Reisestipendium vom American Council of Learned Societies (ACLS). Schaefer Lamb wurde 1949 mit einer Dissertation über Nicolás de Ovando in Berkeley promoviert. Sie nahm verschiedene  Lehraufträge wahr und war so von 1944 bis 1951 Lecturer für Geschichte am Barnard College, ab 1958 Lecturer am Brasenose College, ab 1961 an der Yale University und schließlich festangestellt von 1974 bis 1984 als Professorin für Geschichte an der University of Arizona in Tucson. 1972 erschien ihre Übersetzung des Hauptwerks von Pedro de Medina A Navigator’s Universe: The Libro de Cosmographía of 1538. 

## Schriften (Auswahl)
- Frey Nicolas de Ovando, gobernador de Las Indias (1501–1509): comentarios preliminares por Miguel Muñoz de San Pedro conde de Canilleros y de San Miguel. Madrid: Consejo Superior de Investigaciones Cientificas, Instituto Gonzalo Fernandez de Oviedo, 1956
- Science by Litigation: A Cosmographer's Feud (1969)
- The „Quarti Partita en Cosmographia“ by Alonso de Cháves: An Interpretation (1969)
- Martín Fernández de Navarrete clears the deck: The Spanish Hydrographic Office 1802–24 (1980)
- Cosmographies and Pilots of the Spanish Maritime Empire. Aldershot: Variorum, 1995
- (Hrsg.): The Globe Encircled and the World Revealed. Aldershot: Variorum, 1995